# Все также медленно
Все также медленно — другий альбом українського кліпмейкера та музиканта Віктора Придувалова, випущений під його псевдонімом Void у 2011 році лейблом ІншаМузика.

## Трек-лист
| #   | Назва                      | feat              | Тривалість |
| --- | -------------------------- | ----------------- | ---------- |
| 1.  | «Сон слепого 01...»        |                   | 3:18       |
| 2.  | «Смотреть и слушать»       | Фагот             | 3:40       |
| 3.  | «Компьютерная иконография» | Антон Слєпаков    | 3:43       |
| 4.  | «Сон 02... 2 Пути»         | Ростислав Чабан   | 3:10       |
| 5.  | «La Robe Rouge»            | Олександр Муренко | 3:49       |
| 6.  | «Ты идешь»                 | Riffmaster        | 2:56       |
| 7.  | «Полтакта»                 | Андрій Хливнюк    | 3:56       |
| 8.  | «Сон 03... gLuKi»          |                   | 0:56       |
| 9.  | «Двигаться дальше»         | Фоззі             | 4:19       |
| 10. | «My Story»                 | Slavko Gal        | 2:51       |
| 11. | «Е82 - Путь меча»          | Роман Мацюта      | 2:09       |
| 12. | «Сон 04... nf-d-2-2»       |                   | 1:38       |
| 13. | «Кольори»                  | Prozorowww        | 2:53       |
| 14. | «Сон 05... sa154-final»    | Trambeat          | 2:54       |
| 15. | «Дышать»                   | Антон Слєпаков    | 3:24       |
| 16. | «Сон 06...»                |                   | 1:42       |

## Персоналії
Взято з буклету.
- Віктор Придувалов — бас-гітара
- Олександр Муренко — барабани (5)
- Костянтин Бушинський — гітара (3)
- Володимир Лазуткін — шякухачі (1)
- Павло «The Velvet Sun» Гвоздицький — полівокс
- Роман Мацюта — труба (1, 16), вокал (11)
- Орест Криса — альт (10)
- Андрій Малахов — вокал (5)
- Фагот — вокал (2), аранжування і зведення (2, 12)
- Фоззі — вокал (9)
- Juzzeer — вокал (16)
- Slavko Gal — вокал (5), аранжування і зведення (10)
- Свет — вокал (5)
- Riffmaster — вокал (6)
- Андрій Хливнюк — вокал (7)
- Антон Слєпаков — вокал (3, 15)
- Prozorowww — вокал (13)
- Trambeat — аранжування і зведення (14)
- Олег Кузьменко — аранжування і зведення (1, 3, 6, 7, 9, 13)
- Ростислав Чабан — аранжування і зведення (4)
- Сергій «KNOB» Любінський — аранжування (11, 15), зведення, мастеринг